# NGC 991
NGC 991 je galaksija u zviježđu Kit.

## Vanjske poveznice
- SEDS: NGC 991